# Sudetendeutsche Hütte
Die Sudetendeutsche Hütte ist eine Alpenvereinshütte der Kategorie I der Sektion Schwaben des Deutschen Alpenvereins in der Granatspitzgruppe auf einer Höhe von 2656 m ü. A. und wird dank der aussichtsreichen Lage neben Übernachtungsgästen auch von Tagesgästen genutzt. Die Hütte ist Teil der Kampagne Mit Kindern auf Hütten, eine Initiative der Alpenvereine für familienfreundliche Hütten. Sie ist außerdem ausgezeichnet mit dem Umweltgütesiegel für Alpenvereinshütten.

## Geschichte
Die Hütte wurde von 1927 bis 1929 auf Initiative der Sektion Saaz hin als Gemeinschaftswerk aller sudetendeutschen Sektionen des Deutschen und Österreichischen Alpenverein erbaut und am 21. Juli 1929 eröffnet. Von 1944 bis 1951 war die Hütte infolge der Nachkriegswirren geschlossen.
Die Sektion Saaz ging mit drei weiteren sudetischen Sektionen 1977 in der Sektion Sudeten auf. Im Rahmen des 70-Jahres-Jubiläums wurde 1999 der Anbau mit einem neuen Gastraum und Sanitäranlagen eingeweiht. Die Hütte ging 2014 durch die Fusion der Sektionen Sudeten und Schwaben in den Besitz der Sektion Schwaben über.
Die Hütte wird seit 2018 mittels Helikopter versorgt, nachdem die von der Schmelzhütte hinaufführende Materialseilbahn einen Totalschaden erlitten hatte; 2020 erfolgte daher der Rückbau der defekten Materialseilbahn. Im Jahre 2019 wurde die Küche vollständig erneuert und mit neuester Technik ausgestattet.
Im Frühjahr 2022 wurde das Dach neu eingedeckt und eine neue Photovoltaikanlage mit leistungsfähigen Batterien installiert, so dass der Hauptteil des Strombedarfs in der Saison durch Sonnenenergie bereitgestellt werden kann.

## Ausstattung

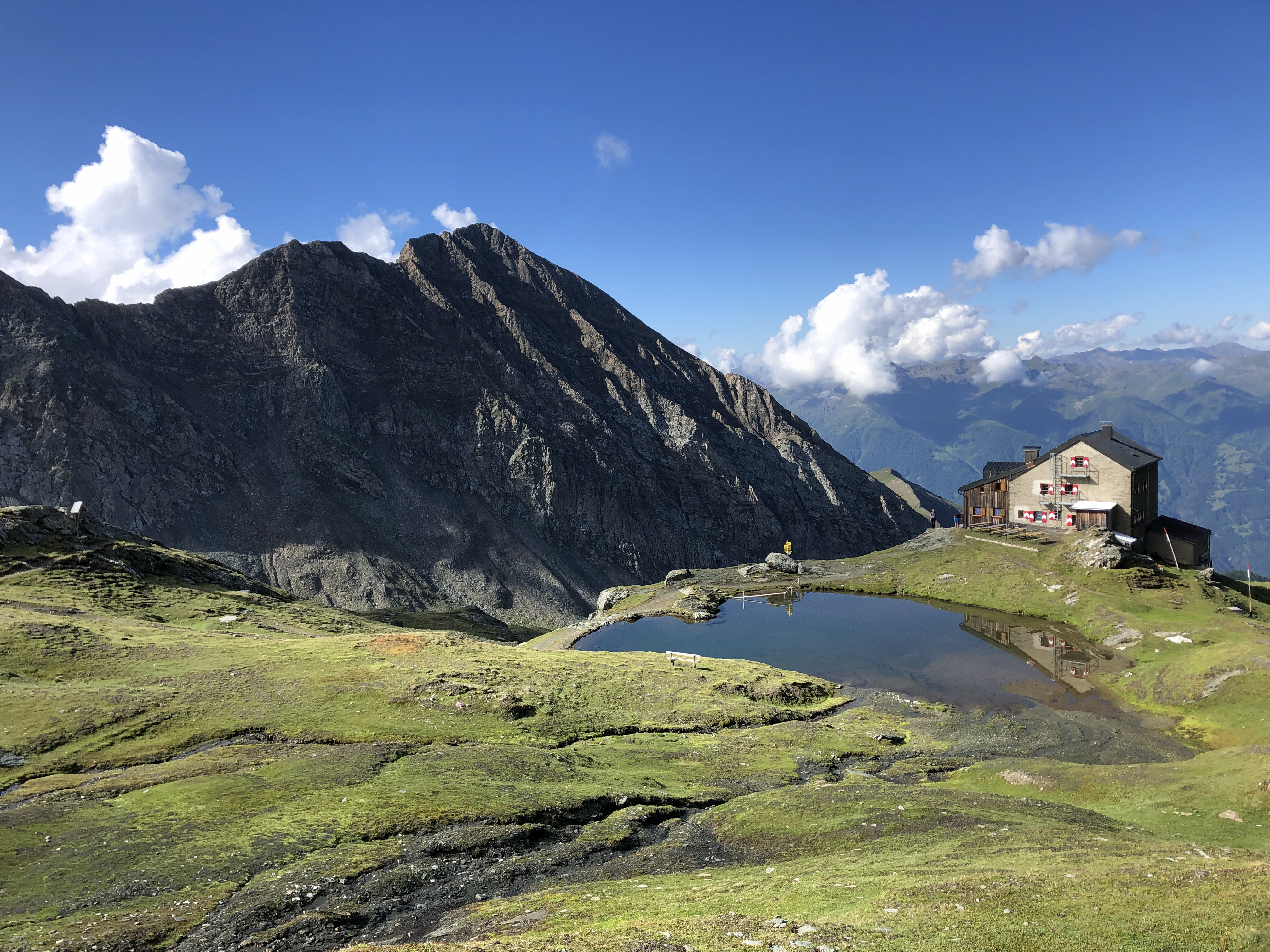
Bretterwandspitze mit Sudetendeutscher Hütte

Bergsteiger, die auf der Hütte die Nacht verbringen möchten, finden im Ober- und Dachgeschoß Platz in 23 Betten und 20 Lagern. Der Winterraum, der im Gegensatz zum Hauptgebäude außerhalb der Bewirtschaftungszeit offen steht und sich im Untergeschoß mit eigenem Eingang (Hanggeschoß) befindet, bietet 12 Übernachtungsplätze in Matratzenlagern. Das Haus verfügt über zwei mit Kachelöfen beheizbare Gasträume, zwei Terrassen, mehrere Sanitär- und WC-Räume, Dusche und Warmwasser sowie Schuh-/Trockenraum. Zur Versorgung der Übernachtungs- und Tagesgäste mit Speisen und Getränke hat das Haus eine Küche mit moderner Technik und Lagerräumen. Die Energieversorgung erfolgt über Solarzellen und ein mit Rapsöl betriebenes Blockheizkraftwerk, die Wasserversorgung über zwei Quellen. Die Entsorgung des Abwassers erfolgt über eine hauseigene biologische Kläranlage, die Feststoffe werden zur Entsorgung ins Tal transportiert. Direkt neben der Hütte befindet sich nördlich der Helikopterlandeplatz. In der Sommersaison ist die Hütte bewirtschaftet von Mitte Juni bis Mitte September.

## Lage

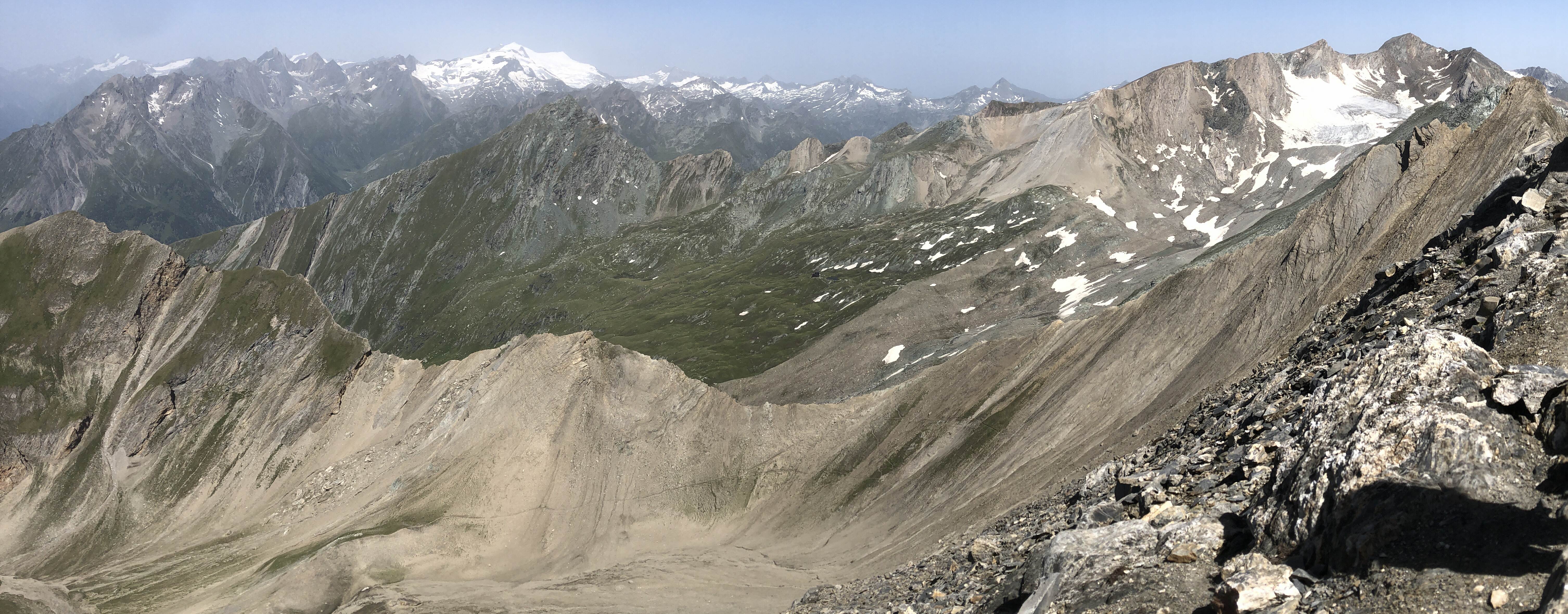
Lage der Sudetendeutschen Hütte (mittig links) auf der Oberen Steiner Alm zwischen Nussingkogel (links), Wellachköpfen (rechts der Mitte), Kleinem und Großem Muntanitz (rechts), davor das Gradötzkees und die Hintere Kendlspitze (ganz rechts) und die Bretterwandspitze (links), dazwischen die Dürrenfeldscharte (vorn mittig), ganz hinten die Venedigergruppe mit dem Großvenediger

Die Hütte liegt in der Außenzone des Nationalparks Hohe Tauern im Gemeindegebiet von Matrei in Osttirol in hochalpinem Gelände aussichtsreich an einem kleinen See auf der Oberen Steiner Alm, einer weitläufigen grasbewachsenen und felsdurchsetzten Landschaft, die von mehreren Bächen durchzogen ist und im Sommer für die Beweidung durch Schafe genutzt wird. 
Unweit der Berghütte befinden sich mehrere Dreitausender, so auch die höchste Erhebung der Granatspitzgruppe: Umgeben ist Hütte vom Nussingkogel im Nordwesten, den Wellachköpfen im Norden, dem Gradötzkees im Osten (der Gletscher reichte früher fast bis zur Hütte hinab, hat sich aber inzwischen durch den Gletscherrückgang weit zurückgezogen), dem Gradötz (auch Gradötzkogel genannt) im Südosten sowie der Bretterwandspitze im Südwesten, nach Westen fällt das Gelände ab in das Tal der Äußeren Steiner Alm. In der Moränenlandschaft östlich der Hütte befinden sich mehrere kleine Seen. Im Osten führt ein Steig über die Gradötzscharte hinab in das Kalser Dorferer Tal, nach Süden ein schwerer Wanderweg über die Dürrenfeldscharte Richtung Skigebiet Großglockner-Resort Kals/Matrei, nach Westen ein mittelschwerer Wanderweg hinab Richtung Iseltal und nach Norden ein Steig über die Nussingscharte zur Kessler-Alm und weiter hinab zur Felbertauernstraße. Östlich der Hütte erschließt ein Wanderweg den Aussichtspunkt Glocknerblick.
Die Hütte liegt am Adlerweg und ist zudem Etappenort bei der Glocknerrunde, einer mehrtägigen Hüttentour rund um die Glocknergruppe von Kaprun über die Rudolfshütte, die Sudetendeutsche Hütte, Kals am Großglockner, die Glorer Hütte/Salmhütte, das Glocknerhaus und die Gleiwitzer Hütte zurück nach Kaprun.

## Zustiege
- Der gebräuchliche Zustieg von Kals am Großglockner aus beginnt bei der Bergstation der Blauspitz-Bergbahn (2305 m). Über den Aussig-Teplitzer-Weg, das Hochtor und den Sudetendeutschen Höhenweg (schwer, teils länger ausgesetzt, Drahtseilpassage),  gelangt man in 3½ Stunden über die Dürrenfeldscharte (2823 m) zur Hütte. Zum Hochtor gelangt man auch von der Bergstation der Matreier Goldriedbahn. In diesem Fall verlängert sich der Aufstieg um 1 Stunde.
- Vom Wanderparkplatz Matrei-Glanz (1545 m) über die Äußere Steiner Alm (1909 m) ebenfalls in 3½ Stunden (Normalzustieg zur Hütte).
- Vom Parkplatz gegenüber dem Felbertauernstüberl oberhalb Matrei (1160 m) an der Felbertauernstraße ebenfalls über die Äußere Steiner Alm in 4½ Stunden.
- Vom Parkplatz in Matrei-Stein (1330 m) ebenfalls über die Äußere Steiner Alm in 3½ Stunden (leichtester und kürzester Zustieg).
- Vom Parkplatz an der Felbertauernstraße Nähe Untere Taxeralm (1400 m) über die Obere Taxeralm sowie die Kessler-Alm (1923 m) und weiter steil auf dem Dr.-Karl-Jirsch-Weg über de Nussingscharte (2741 m) in 4½ Stunden.[6]

## Übergänge
Folgenden Übergänge zu anderen Schutzhäusern sind möglich:
- Zum Berghotel Rudolfshütte (2252 m) am Weißsee über den Silesia-Höhenweg (anspruchsvoll, vor allem bei vorhandenen Schneefeldern). Gehzeit 6 Stunden.
- Zum Kalser Tauernhaus (1755 m). Gehzeit 4 Stunden.
- Zum Kals-Matreier-Törl-Haus (2207 m). Gehzeit: 4 Stunden.
- Zur Stüdlhütte (2802 m) über Hohes Tor und Teischnitztal. Gehzeit: 7 Stunden.
- Zur Glorer Hütte (2642 m) über Hohes Tor und Kals am Großglockner. Gehzeit: 7 Stunden.
- Zum Matreier Tauernhaus (1511 m) über den Dr.-Karl-Jirsch-Weg (14 km) in 5 Stunden.[7]

## Gipfeltouren
- Großer Muntanitz (3232 m): Auf den höchsten Gipfel der Granatspitzgruppe über Wellachköpfe, Karl-Schöttner-Weg, Kleinen Muntanitz (3192 m) und Kampl (3129 m), Drahtseilversicherung (I+/B) hinter dem Kleinen Muntanitz. Gehzeit 2½ Stunden.
- Kleiner Muntanitz (3192 m): Norwalweg wie auf den Großen Muntanitz; bei Schnee und Eis wird häufig nur bis zum Kleinen Muntanitz aufgestiegen, da der Weiterweg dann heikel ist, vor allem weil die Drahtseilversicherungen dann häufig unter dem Schnee liegen und damit nicht nutzbar sind.
- Gradötz (3063 m): Von der Hütte auf dem Sudetendeutschen Höhenweg in Richtung Dürrenfeldscharte bis zur markierten Abzweigung zum Gradötz und dann zum Gipfel mit großem Steinmann. Gehzeit 1½ Stunden.
- Vordere Kendlspitze (3088 m): Auf dem Sudetendeutschen Höhenweg in die Dürrenfeldscharte. Von dort über den Saazerweg (alpiner Steig) auf den Gipfel (I), am Gipfelgrat ausgesetzt mit Drahtseilversicherungen. Gehzeit 2 Stunden.

## Kletterrouten
- Großer Muntanitz (3232 m) – Südostgipfelgrat, II; 1/2 Stunde ab Einstieg
- Gradötz (3063 m) – Nordgrat, II+; 1,5 Stunden ab Einstieg
- Vordere Kendlspitze (3088 m) – Südwestgrat, III, 2,5 Stunden ab Einstieg
- Hintere Kendlspitze (3080 m) – Südgrat, II, 1 Stunde ab Einstieg bzw. Nordgrat, II (ab Grauer Scharte), 1,5 Studen ab Einstieg
- Nussingkogel (2991 m) – Nordostgrat, III+; 2 Stunden ab Einstieg[8]